# Природоохоронні території Ростовської області

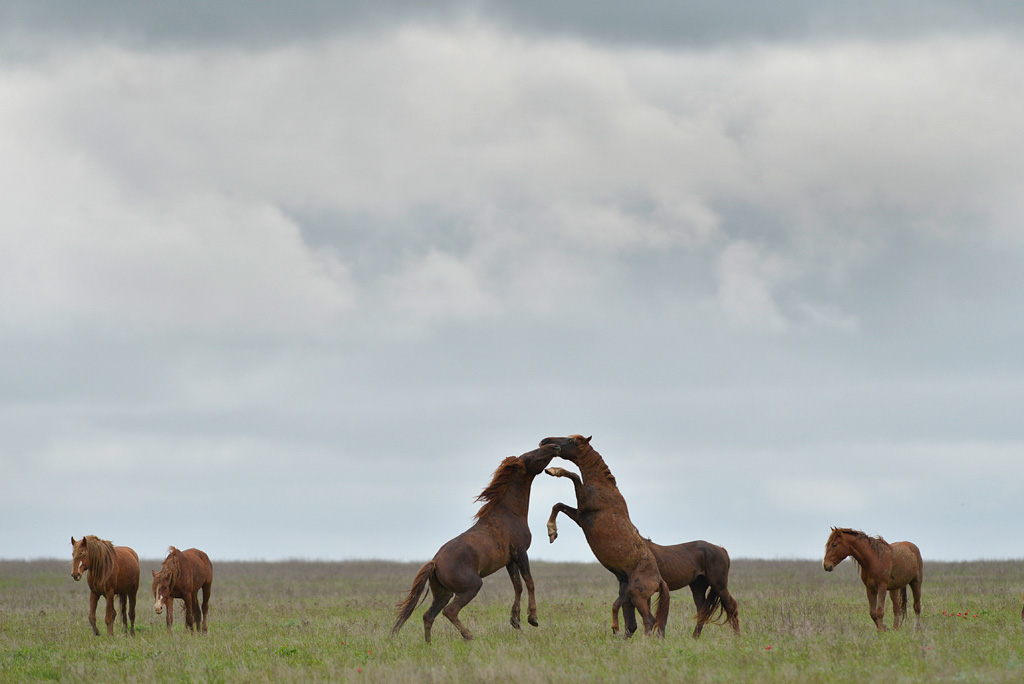
Дикі коні Ростовського заповідника

Природоохоронні території Ростовської області включають:
- державний природний біосферний заповідник — 1,
- державний природний заказник федерального значення — 1,
- природний парк — 1,
- пам'ятки природи регіонального значення — 70,
- особливо охоронювані природні території місцевого значення — 7,
- всього — 80.

## Список
| № п/п | Назва                                                            | Категорія                                                  | Значення     | Площа, га | Розташування                                                                  |
| ----- | ---------------------------------------------------------------- | ---------------------------------------------------------- | ------------ | --------- | ----------------------------------------------------------------------------- |
| 1     | Державний природний біосферний заповідник «Ростовський»          | Біосферний заповідник                                      | федеральний  | 9 464,8   | Азовський район, Орловський район, Цимлянський район                          |
| 2     | Державний природний заказник федерального значення «Цимлянський» | Заказник                                                   | федеральний  | 44 998    | Цимлянський район                                                             |
| 3     | Природний парк Донський                                          | Природний парк                                             | регіональний | 40 955,13 | Азовський район, М'ясниковський район, Неклинівський район, Цимлянський район |
| 4     | Урочище «Чорна балка»                                            | Пам'ятка природи                                           | регіональний | 212,67    | Білокалитвинський район                                                       |
| 5     | Урочище «Фількіно»                                               | Пам'ятка природи                                           | регіональний | 403,46    | Білокалитвинський район                                                       |
| 6     | Песковатсько-Лопатинський ліс                                    | Пам'ятка природи                                           | регіональний | 90        | Верхньодонський район                                                         |
| 7     | Білогірське урочище                                              | Пам'ятка природи                                           | регіональний | 166       | Верхньодонський район                                                         |
| 8     | Урочище «Калинів кущ»                                            | Пам'ятка природи                                           | регіональний | 128       | Верхньодонський район                                                         |
| 9     | Урочище «Донецьке»                                               | Пам'ятка природи                                           | регіональний | 42        | Верхньодонський район                                                         |
| 10    | Урочище «Карпів ліс»                                             | Пам'ятка природи                                           | регіональний | 23        | Верхньодонський район                                                         |
| 11    | Заплавні озера                                                   | Пам'ятка природи                                           | регіональний | 146,6     | Верхньодонський район                                                         |
| 12    | Різнотравно-типчаково-ковиловий степ                             | Пам'ятка природи                                           | регіональний | 200       | Зерноградський район                                                          |
| 13    | Урочище «Хоботок»                                                | Пам'ятка природи                                           | регіональний | 31        | Кам'янський район                                                             |
| 14    | Вільхові кілки                                                   | Пам'ятка природи                                           | регіональний | 412,04    | Кам'янський район                                                             |
| 15    | Крейдяні відслонення на річці Глибокій                           | Пам'ятка природи                                           | регіональний | 138,45    | Кам'янський район                                                             |
| 16    | Провальський степ                                                | Пам'ятка природи                                           | регіональний | 1 431,96  | Кам'янський район                                                             |
| 17    | Відслонення гірських порід                                       | Пам'ятка природи                                           | регіональний | 12        | Кам'янський район                                                             |
| 18    | Урочище «Липяги»                                                 | Пам'ятка природи                                           | регіональний | 837       | Кашарський район                                                              |
| 19    | Урочище «Рогівське»                                              | Пам'ятка природи                                           | регіональний | 386       | Кашарський район                                                              |
| 20    | Урочище «Широке і Жуково»                                        | Пам'ятка природи                                           | регіональний | 254       | Кашарський район                                                              |
| 21    | Урочище «Піщано-церковне»                                        | Пам'ятка природи                                           | регіональний | 66        | Кашарський район                                                              |
| 22    | Урочище «Горіхове»                                               | Пам'ятка природи                                           | регіональний | 267       | Кашарський район                                                              |
| 23    | Балка Дубова                                                     | Пам'ятка природи                                           | регіональний | 90        | Константиновський район                                                       |
| 24    | Лисогірка                                                        | Пам'ятка природи                                           | регіональний | 136,93    | Куйбишевський район                                                           |
| 25    | Ліс                                                              | Пам'ятка природи                                           | регіональний | 0,61      | Куйбишевський район                                                           |
| 26    | Дендрологічний парк                                              | Пам'ятка природи                                           | регіональний | 23,063    | Мартиновський район                                                           |
| 27    | Фомінська дача                                                   | Пам'ятка природи                                           | регіональний | 1 495,4   | Міллеровський район                                                           |
| 28    | Урочище «Леськове»                                               | Пам'ятка природи                                           | регіональний | 1 238     | Міллеровський район                                                           |
| 29    | Крейдяні відслонення на річці Повній                             | Пам'ятка природи                                           | регіональний | 75        | Міллеровський район                                                           |
| 30    | Балки Липова і Розсипна                                          | Пам'ятка природи                                           | регіональний | 1 213     | Мілютінський район                                                            |
| 31    | Балка Осикова                                                    | Пам'ятка природи                                           | регіональний | 72        | Морозовський район                                                            |
| 32    | степ Приазовський                                                | Пам'ятка природи                                           | регіональний | 11,72     | М'ясниковський район                                                          |
| 33    | Кам'яна балка                                                    | Пам'ятка природи                                           | регіональний | 84,4      | М'ясниковський район                                                          |
| 34    | Чулекська балка                                                  | Пам'ятка природи                                           | регіональний | 235,36    | М'ясниковський район                                                          |
| 35    | Тузлівські схили                                                 | Пам'ятка природи                                           | регіональний | 297,34    | М'ясниковський район                                                          |
| 36    | Беглицька коса                                                   | Пам'ятка природи                                           | регіональний | 396,24    | Неклинівський район                                                           |
| 37    | Міуський схил                                                    | Пам'ятка природи                                           | регіональний | 114,32    | Неклинівський район                                                           |
| 38    | Персіановський заповідний степ                                   | Пам'ятка природи                                           | регіональний | 84,05     | Октябрський район                                                             |
| 39    | Золоті гірки                                                     | Пам'ятка природи                                           | регіональний | 617,47    | Октябрський район, Усть-Донецький район                                       |
| 40    | Джерело «Кисле»                                                  | Пам'ятка природи                                           | регіональний | 350       | Ремонтненський район                                                          |
| 41    | Приманицький степ                                                | Пам'ятка природи                                           | регіональний | 150       | Сальський район                                                               |
| 42    | Сальський степ                                                   | Пам'ятка природи                                           | регіональний | 150       | Сальський район                                                               |
| 43    | Балка Хлібна                                                     | Пам'ятка природи                                           | регіональний | 48        | Сальський район                                                               |
| 44    | Острів на річці Манич                                            | Пам'ятка природи                                           | регіональний | 190       | Сальський район                                                               |
| 45    | Урочище «Сусарево»                                               | Пам'ятка природи                                           | регіональний | 327       | Семикаракорський район                                                        |
| 46    | Урочище «Петровська лука»                                        | Пам'ятка природи                                           | регіональний | 162       | Семикаракорський район                                                        |
| 47    | Урочище «Церковний ринок»                                        | Пам'ятка природи                                           | регіональний | 112       | Семикаракорський район                                                        |
| 48    | Чернишевські піски                                               | Пам'ятка природи                                           | регіональний | 100       | Совєтський район                                                              |
| 49    | Городищенська дача                                               | Пам'ятка природи                                           | регіональний | 407       | Тарасовський район                                                            |
| 50    | Степові колки                                                    | Пам'ятка природи                                           | регіональний | 114       | Тарасовський район                                                            |
| 51    | Гора Городище                                                    | Пам'ятка природи                                           | регіональний | 102       | Тарасовський район                                                            |
| 52    | Балка Власова                                                    | Пам'ятка природи                                           | регіональний | 214       | Усть-Донецький район                                                          |
| 53    | Урочище «Огин»                                                   | Пам'ятка природи                                           | регіональний | 532,95    | Усть-Донецький район                                                          |
| 54    | Кундрюченські піски                                              | Пам'ятка природи                                           | регіональний | 2 689     | Усть-Донецький район                                                          |
| 55    | Раздорські схили                                                 | Пам'ятка природи                                           | регіональний | 1 267     | Усть-Донецький район                                                          |
| 56    | Балка Середня Юла                                                | Пам'ятка природи                                           | регіональний | 80        | Цілинський район                                                              |
| 57    | Балка Ясенева                                                    | Пам'ятка природи                                           | регіональний | 150       | Чертковський район                                                            |
| 58    | Різнотравно-типчаково-ковиловий степ                             | Пам'ятка природи                                           | регіональний | 150       | Чертковський район                                                            |
| 59    | Урочище «Вєдєнєєва»                                              | Пам'ятка природи                                           | регіональний | 668,8     | Чертковський район                                                            |
| 60    | Дуб-велетень                                                     | Пам'ятка природи                                           | регіональний | 1,5       | Шолоховський район                                                            |
| 61    | Вільшаники                                                       | Пам'ятка природи                                           | регіональний | 49        | Шолоховський район                                                            |
| 62    | Антипівський бор                                                 | Пам'ятка природи                                           | регіональний | 23,3      | Шолоховський район                                                            |
| 63    | Урочище «Паніки»                                                 | Пам'ятка природи                                           | регіональний | 15        | Шолоховський район                                                            |
| 64    | Урочище «Острівне»                                               | Пам'ятка природи                                           | регіональний | 97,8      | Шолоховський район                                                            |
| 65    | Шолоховські озера                                                | Пам'ятка природи                                           | регіональний | 174,8     | Шолоховський район                                                            |
| 66    | Єланські озера                                                   | Пам'ятка природи                                           | регіональний | 27,8      | Шолоховський район                                                            |
| 67    | Дендрологічний парк                                              | Пам'ятка природи                                           | регіональний | 11        | м. Волгодонськ                                                                |
| 68    | Група дерев                                                      | Пам'ятка природи                                           | регіональний | 0,05      | м. Таганрог                                                                   |
| 69    | Дуби-довгожителі                                                 | Пам'ятка природи                                           | регіональний | 0,03      | м. Таганрог                                                                   |
| 70    | Роща «Дубки»                                                     | Пам'ятка природи                                           | регіональний | 13,46     | м. Таганрог                                                                   |
| 71    | Ботанічний сад Південного федерального університету              | Пам'ятка природи                                           | регіональний | 160,54    | м. Ростов-на-Дону                                                             |
| 72    | Насадження Ростовського зоопарку                                 | Пам'ятка природи                                           | регіональний | 3         | м. Ростов-на-Дону                                                             |
| 73    | Хороли                                                           | Пам'ятка природи                                           | регіональний | 500       | Зерноградський район                                                          |
| 74    | Аютінські схили                                                  | Особливо охоронювана природна територія місцевого значення | місцевий     | 150       | Октябрський район                                                             |
| 75    | Липа дрібнолиста                                                 | Особливо охоронювана природна територія місцевого значення | місцевий     | 0         | м. Таганрог                                                                   |
| 76    | Платан — 2 дерева                                                | Особливо охоронювана природна територія місцевого значення | місцевий     | 0         | м. Таганрог                                                                   |
| 77    | Дуб черешчатий — 2 дерева                                        | Особливо охоронювана природна територія місцевого значення | місцевий     | 0         | м. Таганрог                                                                   |
| 78    | Гінкго дволопатеве — 2 дерева                                    | Особливо охоронювана природна територія місцевого значення | місцевий     | 0         | м. Таганрог                                                                   |
| 79    | Суха балка                                                       | Особливо охоронювана природна територія місцевого значення | місцевий     | 6 500     | Міллеровський район                                                           |
| 80    | Зона співпраці з Державним природним заповідником «Ростовський»  | Особливо охоронювана природна територія місцевого значення | місцевий     | 100 000   | Ремонтненський район                                                          |